# NGC 1110
NGC 1110 (другие обозначения — MCG -1-8-10, UGCA 43, FGC 346, PGC 10673) — спиральная галактика в созвездии Эридан. Открыта Фрэнком Ливенвортом в 1886 году. Описание Дрейера: «очень тусклый, довольно крупный объект, вытянутый в позиционном угле 348°».
Этот объект входит в число перечисленных в оригинальной редакции «Нового общего каталога».
Галактика NGC 1110 входит в состав группы галактик NGC 1052. Помимо NGC 1110 в группу также входят ещё 10 галактик.
Галактика NGC 1110 входит в состав группы галактик NGC 1084. Помимо NGC 1110 в группу также входят ещё 14 галактик.